# Caught in a Flash
Caught in a Flash est un film muet américain réalisé par Otis Turner et sorti en 1912.

## Fiche technique
- Titre : Caught in a Flash
- Réalisation : Otis Turner
- Producteur : Carl Laemmle
- Pays de production :  États-Unis
- Langue : film muet avec les intertitres en anglais
- Format : Noir et blanc — 35 mm — 1,33:1 — Muet
- Genre : Comédie
- Durée :
- Date de sortie : 
  - États-Unis : 11 juillet 1912

## Distribution
- King Baggot : Jack Gayboy
- Jane Fearnley : Dolly Varden
- William Robert Daly : Mr Gayboy
- Violet Horner